# Yucamane
Yucamane je neaktivní stratovulkán nacházející se v jižním Peru, asi 25 km jihovýchodně od sopky Tutupaca. Sopka je součástí skupiny tří vulkánů, nachází se na jižním okraji. Masiv sopky je tvořen převážně andezity. Kolaps lávových dómů v pozdním pleistocénu a raném holocénu vyprodukoval větší množství tefry, popelu a pyroklastik. Poslední větší erupce Plinian typu se odehrála přibližně pro 3300 lety.